# Trauma Center: New Blood
Trauma Center: New Blood (カドゥケウス ニューブラッド, Kadukeusu Nyū Buraddo, literalmente "Caduceus: New Blood") es un videojuego de simulación médica desarrollado por Atlus y publicado por la misma y por Nintendo para Wii. Es la secuela de Trauma Center: Under the Knife y Trauma Center: Second Opinion, juegos en los que el jugador asume el papel de cirujano inexperto que ha de realizar intervenciones quirúrgicas y enfrentarse a enfermedades desconocidas. El juego llegó al mercado en noviembre de 2007 en Estados Unidos, en enero de 2008 en Japón y en noviembre del mismo año en Europa
Todos los personajes son nuevos y el juego incorpora mejoras como un modo multijugador cooperativo que nos permite operar en pareja a los pacientes al mismo tiempo. 
También se incluyen sistemas de clasificaciones en línea para poder comparar tiempos y puntuaciones con otros jugadores.
La trama vuelve a girar en torno a doctores que serán contratados por Caduceus para luchar contra conspiraciones de carácter médico. También estará presente otra vez el uso del toque curativo.

## Recepción del Juego
New Blood recibió críticas positivas. Algunos resaltaron las nuevas características como la de las voces en las escenas. Mientras algunos señalaron la jugabilidad no balanceada para la campaña de un jugador como su punto más débil.

## Trama
New Blood comienza siete años después de Trauma Center Under the Knife 2 en el año 2028. El juego sigue a los doctores Marcus Vaughn y Valerie Blaylock, dos cirujanos con el toque curativo que trabajan en el Concordia Medical Institute en Los Ángeles. El Dr Vaughn se va al Montgomery Memorial Hospital en Alaska y es seguido por la doctora Blaylock, para aprender de sus habilidades como médico. Hacen pocas operaciones allí, incluyendo una en el Dr. Hoover, el director del hospital. Que se desmaya por tumores en el intestino. En un episodio, un hombre fue herido con un Rifle, una señora joven lo trajo al Montogomery Memorial, y ella actualmente es enfermera, quien los ayuda en la sala de operaciones. Después descubren que ella es de Concordia y que su nombre es Elena Salazar, ella ha venido a pedirle al Dr. Vaughn que la opere para cambiar un implante en su Páncreas. Marcus le cambia el implante, y cuándo ella ya se recupera totalmente. Él le pide que regrese a los Ángeles. Ella no acepta esta decisión y decide ser asistente de los doctores. Cuando el hospital inesperadamente cierra, el Dr. Hoover les dice que deben volver a Concordia. Marcus no quiere ir, pero se da cuenta de que debe regresar.
En Concordia, ellos aprenden del Profesor Wilkens, un conocido de Markus, acerca de un parásito misterioso llamado "Stigma". Después que Marcus y Valerie operan en Wilkens, que estaba infectado con Estigma, el profesor es secuestrado y toda su investigación del Estigma es robada. Temiéndose lo peor, el doctor Vaughn y el doctor Blaylock son invitados a que se hagan miembros de Caduceus (Un instituto creado para erradicar enfermedades contagiosas), por su conocimiento en Estigma. Los primeros casos fueron al aire libre. Pero no mucho tiempo después de aparecer en Miracle Surgery (Show, donde las personas sin recursos van a ser operadas gratuitamente, que desprestigia a Caduceus) para quitar el show del aire, las cosas se complican. Son secuestrados por la familia Kidman, una organización criminal que han visto sus habilidades y la rentabilidad del Estigma y son forzados a operar en pacientes intencionalmente infectados con Stigma. Marcus le confesa a Valerie y a Elena que fue él el responsable por la creación del Estigma, que fue por un accidente cuando él estaba trabajando con el profesor Wilkens. El profesor quería continuar con su investigación para demostrarle al mundo sus habilidades y volverse famoso con su investigación. Sin embargo Marcus rechazó la idea de usar una potencial amenaza para volverse famoso y se fue a Alaska. 
Finalmente ellos logran escapar de los Kidman y regresan a Caduceus.
Cuando regresan, a la oficina de la directora, esta les dice que los insumos médicos tienen un metal llamado culurium, (que está contagiado con Estigma) que tienen que viajar a un país sudamericano llamado Culuruma, para la investigación de este. 
Después de viajar a Sudamérica para tratar más pacientes con Stigma, encuentran a Kidman muerto y uno de sus compañeros en condición crítica.
De vuelta en Caduceus, descubren que Cynthia Kasakov, una amiga de Valerie, estaba ennoviada de un nombre llamado Maestro Vakhusti, que planeaba darle un implante similar al de Elena que Cynthia tiene. Que es usado para acabar con la vida de Cynthia (hace que el corazón se detenga ). Después de remover el implante de Cynthia, encuentran a Vakhusti, que tiene Cardia Estigma (el tipo más peligroso de este). Valerie y Marcus tratan al Estigma final (cardia) y descubren que Cardia fue hecha para tratar una enfermedad terminal, pero esta lo hizo sociopático y demente. Vakhusti muere reconociendo sus pecados poco después de la operación. FIN DEL JUEGO
En el epílogo, se muestra como los gobiernos están agradecidos con los doctores por salvar al mundo de esa amenaza, y al final están los doctores mirando a las estrellas, contemplando cómo es salvar una vida cuando se necesita.
Derek Stiles Y Angie Thompson de los juegos previos de TC aparecen en el episodio 7-4 y el 4 challenge, en el cual Derek y Angie muestran a Marcus y Valerie una simulación VR Diseñada para simular tratar pacientes infectados con GUILT y Stigma.

## Estigma
Stigma son una serie de peligrosos organismos hechos por el hombre. El objetivo principal en varias etapas a través del juego es salvar pacientes infectados con Stigma. Inicialmente, para un tipo de Stigma para volverse activo, necesita estar en contacto con un metal raro llamado Culurium, que es usado en muchos materiales artificiales usados por el campo médico. Sin embargo, después en el juego hay reportes de personas infectadas con Stigma, a pesar de no tener ningún rastro de Culurium en sus cuerpos, indicando que evoluciona como una mayor amenaza.

## Juego
Trauma center new blood se puede jugar de 3 modos de dificultad: Fácil, Normal y Difícil. Nuevas características incluyen la posibilidad de jugar con los dos jugadores en modo co-op multijugador.

## Rango
Al final de cada operación, un rango es asignado sobre la base de la precisión del jugador.
Los rangos son los siguientes:
- XS: Prodigio Médico
- S: Cirujano Maestro
- A: Cirujano Mayor
- B: Especialista
- C: Doctor Novato

## Toque Curativo
El toque curativo es una habilidad que solo la tienen seleccionados doctores. Solo se puede usar una vez por operación y requiere concentración mental. Es usada de modo que en la mente del cirujano, puede hacer cosas superhumanas que de lo contrario son imposibles. Los dos toques curativos solo se pueden usar por un límite de tiempo antes de cambiar a normal. Usando el toque curativo Marcus temporalmente puede hacer que el tiempo se torne lento durante una operación. Esto hace que pueda lograr más, Valerie puede prevenir que un paciente muera, usando su toque curativo. Cuando ella usa la técnica, las vitales del paciente se estabilizan temporalmente. El jugador puede continuar la operación sin preocuparse de que las vitales bajen. Sin embargo el jugador no puede aumentar las vitales durante este tiempo.

## Episodios
- Capítulo 1
- Prólogo
- 1-1 In a remote town (En un pueblo remoto)
- 1-2 Montgomery Memorial
- 1-3 Snowstorm (Tormenta)
- 1-4 Sorcery of Salvation (Brujería de Salvación)
- 1-5 An Aging Hospital (Un hospital envejecido)
- 1-6 Awakening (Despertando)

Capítulo 2 
- 2-1 An Icy Welcome (una gélida bienvenida)
- 2-2 The Pacemaker (El marcapasos)
- 2-3 Dependable Pair (Par confiable)
- 2-4 Stigma (Estigma)
- 2-5 Lost in the flames (Perdidos en las llamas)

Capítulo 3
- 3-1 A special assigment (Una asignación especial)
- 3-2 Q&A (Preguntas y respuestas)
- 3-3 Collaborative Research (Investigación colaborativa)
- 3-4 Cursed Burden
- 3-5 The deputy secretary (El secretario diputado)

Capítulo 4
- 4-1 Money Talks (El dinero habla)
- 4-2 Good Samaritans (Buenos samaritanos)
- 4-3 Forced Appereance (Aparición forsoza)
- 4-4 Showdown (Confrontación)
- 4-5 Studio Emergency (Emergencia del estudio)

Capítulo 5
- 5-1 Face Off
- 5-2 Misfortune Strikes
- 5-3 Fade to Black
- 5-4 Coerción
- 5-5 No escape (No hay escape)
- 5-6 Mutation (Mutación)
- 5-7 Endgame (Fin del juego)

Capítulo 6
- 6-1 An urgent meeting (Una reunión importante)
- 6-2 Culuruma
- 6-3 An ailing village (Un pueblo enfermo)
- 6-4 Culurium
- 6-5 The heat of battle (El calor de la batalla)
- 6-6 Signed in Blood (Firmado en sangre)

Capítulo 7
- 7-1 The Rose´s Thorns (Las espinas de la Rosa)
- 7-2 Strike Force (Fuerza de ataque)
- 7-3 Identity Loss (Identidad perdida)
- 7-4 Weapon Depot (Depósito de armas)
- 7-5 The lady of the castle (La señora del castillo)
- 7-6 Master Vakhusti (Maestro Vakhusti)
- Epílogo